# قهرمانی جودو جهان ۱۹۶۵
قهرمانی جودو جهان ۱۹۶۵ چهارمین دوره از رقابت‌های قهرمانی جهان می‌باشد که از ۱۴ تا ۱۷ اکتبر ۱۹۶۵ در ریو دو ژانیرو، برزیل برگزار گردید.

## خلاصه مدال‌ها

### مردان
| رویداد | طلا              | نقره                 | برنز                          |
| ۶۸– ک‌گ | Hirofumi Matsuda | Hiroshi Minatoya     | Park Keil-Soon Oleg Stepanov  |
| ۸۰– ک‌گ | ایسائو اوکانو    | Kenichi Yamanaka     | James Bregman Kim Eui-Tae     |
| ۸۰+ ک‌گ | آنتون خسینک      | Mitsuo Matsunaga     | Doug Rogers Seiji Sakaguchi   |
| آزاد   | ایسائو اینوکوما  | Anzor Kibrotsashvili | Anzor Kiknadze Peter Snijders |

## جدول مدال‌ها
| رتبه           | کشور                      | طلا | نقره | برنز | مجموع |
| -------------- | ------------------------- | --- | ---- | ---- | ----- |
| ۱              | ژاپن (JPN)                | ۳   | ۳    | ۱    | ۷     |
| ۲              | هلند (NED)                | ۱   | ۰    | ۱    | ۲     |
| ۳              | اتحاد جماهیر شوروی (URS)  | ۰   | ۱    | ۲    | ۳     |
| ۴              | کرهٔ جنوبی (KOR)           | ۰   | ۰    | ۲    | ۲     |
| ۵              | ایالات متحده آمریکا (USA) | ۰   | ۰    | ۱    | ۱     |
| ۵              | کانادا (CAN)              | ۰   | ۰    | ۱    | ۱     |
| مجموع (۶ کشور) | مجموع (۶ کشور)            | ۴   | ۴    | ۸    | ۱۶    |